# Елеонора Мандалян
Елеонора Олександрівна Мандалян (рос. Элеоно́ра Алекса́ндровна Мандаля́н, англ. Eleonora Mandalian, вірм. Էլեոնորա Մանդալյան, 6 серпня 1939, Москва) — вірменська, російська та американська письменниця-фантастка, скульптор, журналіст, сценарист, педагог.

## Біографія
Народилась Елеонора Манукян у Москві в сім'ї інженера Раднаргоспу Олександра Манукяна та художника-декоратора Наталії Віллер. З ранніх років Елеонора захопилась як образотворчим мистецтвом і скульптурою, так і літературою, відвідувала художню студію, а також ще з шкільних років розпочала писати літературні твори. Закінчила середню школу в Москві, у 1959 році вийшла заміж за інженера науково-дослідного інституту Христофора Мандаляна, після чого перебралась до чоловіка в Єреван. У вірменській столиці Елеонора Мандалян розпочала навчатися в Єреванському художньому інституті на факультеті скульптури, та одночасно розпочала вивчати вірменську мову, якою до цього не володіла, а навчання в інституті проходило виключно вірменською мовою. У 1964 році вона закінчила інститут, після чого працювавла в школі, де вела заняття в експериментальних класах з кераміки та прикладного мистецтва, одночасно займалась скульптурним мистецтвом, Брала участь у виставках у Єревані. На основі свого досвіду викладання мистецьких дисциплін у школі Елеонора Мандалян захистила кандидатську дисертацію в Академії педагогічних наук СРСР. Паралельно Мандалян працювала художником кіно, а пізніше художником-мультиплікатором, на кіностудії «Вірменфільм». З 1964 року Елеонора Мандалян займається журналістською діяльністю, друкувала статті в єреванській газеті «Коммунист», журналі «Литературная Армения», статті та ілюстрації в дитячих журналах «Цицернак» і «Пионер», а також карикатури в гумористичному журналі «Возни». З 1990 року Мандалян разом із родиною повертається до Москви, де спочатку працює сценаристом у Держкіно СРСР, а пізніше старшим науковим співробітником Інституту художнього виховання Академії педагогічних наук СРСР.
У 1994 році, услід за дітьми, Елеонора Мандалян разом із чоловіком виїздить до США, де оселяється в Лос-Анджелесі. У США Мандалян продовжила свою журналістську та літературну діяльність. Спочатку Елеонора Мандалян працювала редактором у місцевому альманаху «Панорама», де вела власну рубрику «Непізнане», одночасно була спеціальним кореспондентом газети «Новое Русское Слово». Пізніше Мандалян працювала комп'ютерним дизайнером в Інституті біологічних іміджів, та одночасно дописувала до низки американських видань, зокрема «В Новом Свете», «Московский Комсомолец в Америке», «Русский базар», «Кругозор» (Бостон), «Чайка» (Балтимор), дописувала також до видань «New Style» (Лондон), та московських видань «Ноев Ковчег», «Аргументы и Факты» и «Комсомольская правда».

## Літературна творчість
Літературну творчість Елеонора Мандалян розпочала з 1969 року, коли в єреванському видавництві «Айастан» вийшла друком її перша збірка фантастичних творів для дітей вірменською мовою «Два зернятка». У 1974 році вийшла друга збірка творів для дітей «У підземному світі». Ці збірки, а також видання для дітей «Розмалюй сам», та фантастичну повість для дітей «Відбите світло», Мандалян ілюструвала сама. Одночасно письменниця публікувала науково-фантастичні твори для дорослих, зокрема в 1977 році вийшла друком повість «Стіна мовчання», у 1988 році повість «Ясновидиця», у 1990 році повість «І я сказав собі — ні!», у 1991 році повість «Повернення». У 1985 році вийшов друком перший роман Елеонори Мандалян «Дерево Дракона». Вже після переїзду до США у 2012 році вийшов друком новий роман письменниці «Анатомія зла», у якому дія відбувається в Каліфорнії, головним героєм якого є талановитий учений і хірург Гроссе, який є власником великої клініки, та схиблений на розгадці таємниці безсмертя, для чого не гребує будь-якими методами, навіть аморальними та незаконними.

### Романи
- 1985 — Дерево Дракона
- 2012 — Анатомия зла

### Повісті
- 1977 — Стена молчания
- 1982 — Отраженный свет
- 1988 — Ясновидящая
- 1990 — И я сказал себе: нет!
- 1991 — Возвращение

### Оповідання
- 1979 — Влюбленные
- 1981 — Заново рожденный
- 1987 — Лунная женщина
- 1988 — Цуцу, которая звалась Анжелой
- 1988 — Встреча на Галактоиде
- 1989 — Последний мальчик
- 1993 — Любимцы Великой Звезды
- 1993 — Новичок: Рассказ
- 1993 — Аропс

### Збірки
- 1969 — Два зернышка
- 1971-74 — Раскрась сам
- 1974 — В подземном мире
- 1978 — Крылатые тучи
- 1991 — И я сказал себе: нет!
- 1993 — На ладонях Вселенной